# Istenszülő elszenderedése templom (Zeykfalva)
A zeykfalvi Istenszülő elszenderedése templom műemlékké nyilvánított épület Romániában, Hunyad megyében. A romániai műemlékek jegyzékében a  HD-II-m-A-03452 sorszámon szerepel.